# Haselbach (Harsdorf)
Haselbach (oberfränkisch: Hohsl-booch) ist ein Gemeindeteil der Gemeinde Harsdorf im Landkreis Kulmbach (Oberfranken, Bayern). Haselbach liegt in der Gemarkung Harsdorf.

## Geographie
Der Weiler Haselbach liegt in direkter Nachbarschaft zu Brauneck im Osten und Ritterleithen im Norden in einer Talmulde des Haselbachs, einem rechten Zufluss der Trebgast. Eine Gemeindeverbindungsstraße führt nach Zettmeisel (0,5 km nordöstlich) bzw. nach Harsdorf zur Staatsstraße 2183 (0,9 km südwestlich).

## Geschichte
Der Ort wurde 1692 als „Haselbach“ erstmals urkundlich erwähnt. Der Ortsname leitet sich vom gleichlautenden Gewässernamen ab, dessen Bestimmungswort die Haselstaude ist.
Haselbach gehörte zur Realgemeinde Harsdorf. Gegen Ende des 18. Jahrhunderts bestand Haselbach aus 2 Anwesen. Das Hochgericht übte das bayreuthische Stadtvogteiamt Kulmbach aus. Dieses hatte zugleich die Dorf- und Gemeindeherrschaft. Grundherren waren das Kastenamt Kulmbach (1 Tropfhaushofstatt) und das Seniorat von Künßberg (1 Gütlein).
Von 1797 bis 1810 unterstand der Ort dem Justiz- und Kammeramt Kulmbach. Mit dem Gemeindeedikt wurde Haselbach dem 1811 gebildeten Steuerdistrikt Harsdorf und der 1812 gebildeten gleichnamigen Ruralgemeinde zugewiesen.

### Einwohnerentwicklung
| Jahr      | 001809 | 001818 | 001861 | 001871 | 001885 | 001900 | 001925 | 001950 | 001961 | 001970 | 001987 |
| Einwohner | 11     | 12     | 16     | 14     | 21     | 17     | 14     | 21     | 13     | 17     | 16     |
| Häuser    |        | 3      |        |        | 3      | 3      | 3      | 3      | 3      |        | 4      |
| Quelle    | [ 11 ] | [ 8 ]  | [ 12 ] | [ 13 ] | [ 14 ] | [ 15 ] | [ 16 ] | [ 17 ] | [ 18 ] | [ 19 ] | [ 1 ]  |

## Religion
Haselbach ist evangelisch-lutherisch geprägt und nach St. Martin (Harsdorf) gepfarrt.